# یازده‌هزار دختر
یازده‌هزار دختر (انگلیسی: Gyara Hazar Ladkian) یک فیلم به کارگردانی خواجه احمد عباس است که در سال ۱۹۶۲ منتشر شد.